# Badberg (Naturschutzgebiet)
Das Naturschutzgebiet Badberg liegt auf dem Gebiet der Gemeinde Vogtsburg im Kaiserstuhl in Baden-Württemberg.

## Kenndaten
Das Gebiet wurde erstmals durch Verordnung des damaligen Regierungspräsidiums Südbaden vom 9. August 1969 als Naturschutzgebiet unter der Schutzgebietsnummer 3076 ausgewiesen. Der CDDA-Code lautet 81345  und entspricht der WDPA-ID.

## Lage
Das Schutzgebiet liegt in dem Dreieck zwischen dem Vogtsburger Weiler Altvogtsburg und den Ortsteilen Oberbergen und Schelingen. Es gehört vollständig zum FFH-Gebiet Nr. 7911-341 Kaiserstuhl und auch zum gleichnamigen Vogelschutzgebiet Nr. 7912-442 Kaiserstuhl. Es liegt im Naturraum 203-Kaiserstuhl innerhalb der naturräumlichen Haupteinheit 20-Südliches Oberrheintiefland. Direkt angrenzend liegt östlich des Badbergs das NSG Haselschacher Buck.

## Schutzzweck
Wesentlicher Schutzzweck ist laut Schutzgebietsverordnung die Erhaltung des Badbergs als Lebensraum artenreicher Gesellschaften seltener, zum Teil vom Aussterben bedrohter Pflanzen- und Tierarten, als bedeutsames Demonstrations- und Forschungsobjekt der Geologie, Botanik und Zoologie sowie als den zentralen Kaiserstuhl prägende Erhebung von besonderer landschaftlicher Eigenart.